# Европейская конфедерация волейбола
Европейская конфедерация волейбола (фр. Confédération Européenne de Volleyball, сокр. CEV, в русской транслитерации ЕКВ) — управляющая европейским волейболом структура, объединяет 56 национальных федераций. Представляет Международную федерацию волейбола (ФИВБ) в европейских странах. Штаб-квартира находится в столице Великого герцогства Люксембург городе Люксембург. С 2024 года президентом ЕКВ является Роко Сикирич (Хорватия).

## История
21 октября 1963 года в исполнение решения VIII Конгресса ФИВБ была создана Европейская комиссия волейбола (ЕКВ), которой были поручены организация и развитие волейбола в странах Европы. В её состав были включены 24 национальные федерации стран европейского континента, являвшиеся на тот момент членами ФИВБ. В их числе 10 стран, вошедших в число учредителей ФИВБ в 1947 году (Бельгия, Венгрия, Италия, Нидерланды, Польша, Португалия, Румыния, Франция, Чехословакия, Югославия) и 14 стран, присоединившихся к Международной федерации волейбола в период с 1949 по 1961 годы (Австрия, Албания, Болгария, Греция, Дания, Испания, Люксембург, Норвегия, СССР, Турция, Финляндия, ФРГ, Швейцария и Швеция).
9 сентября 1973 года в Гааге (Нидерланды) на специально созванной Генеральной ассамблее ЕКС комиссия была преобразована в конфедерацию и получила нынешнее название. На тот момент она объединяла национальные федерации 28 государств (помимо вышеназванных, ещё и Англия, ГДР, Израиль и Шотландия).
В 1948 году в Италии ФИВБ провела первый чемпионат Европы по волейболу среди мужских команд, а в 1949 в Чехословакии — и первый чемпионат Европы среди женщин. С 1963 года европейские первенства проходят под эгидой Европейской комиссии, а с 1975 — Европейской конфедерации волейбола.
В 1966 году в Венгрии был проведён первый чемпионат Европы среди мужских и женских молодёжных команд. С 1995 года проводятся чемпионаты Европы среди юношей и девушек.
С 1988 года разыгрывается чемпионат малых стран Европы среди мужских, а с 1990 и среди женских национальных сборных команд для стран с малочисленным населением или низким уровнем развития волейбола. В настоящее время его организацией и проведением занимается Дивизион малых стран ЕКВ.

## Президенты ЕКВ
1973—1979 —  Джанкарло Гьяноцци
1979—1983 —  Жорж Будри
1983—1987 —  Душан Преложны
1987—1993 —  Петер де Брёйн
1993—1995 —  Михалис Мастрандреас
1995—2001 —  Рольф Андресен
2001—2015 —  Андре Мейер
2015—2024 —  Александр Боричич
с 2024 —  Роко Сикирич

## Структура ЕКВ
Высший орган Европейской конфедерации волейбола — Генеральная ассамблея, которая созывается не реже одного раза в 4 года (в основном во время первенства Европы) для выборов руководящего комитента, каждые два года — для решения других вопросов. Очередная 44-я ассамблея прошла в сентябре 2023 года в Брюсселе (Бельгия).
Для решения задач, поставленных Генеральной ассамблеей перед ЕКВ, а также уставных требований, делегаты ассамблеи сроком на 4 года избирают Административный совет в количестве 30 человек. Он собирается не реже одного раза в год. Из состава своих членов Административный совет избирает Исполнительный комитет, который проводит в жизнь решения Генеральной ассамблеи, а также организует повседневную деятельность ЕКВ. Руководит его работой Президент Европейской конфедерации волейбола, избираемый Конгрессом сроком на 4 года.
Для решения специальных задач, стоящих перед ЕКВ, в её структуре созданы постоянные технические комиссии: организационная, финансовая, юридическая, судейская, медицинская, пляжного волейбола, европейских кубков.
В составе Европейской конфедерации волейбола образованы также волейбольные зональные ассоциации, которые являются структурными подразделениями ЕКВ. Они полномочные представители ЕКВ в своих географических зонах. Всего их 5: Балканская (Balkan Volleyball Association — BVA), Западноевропейская (West European Volleyball Zonal Association — WEVZA), Среднеевропейская (Middle European Volleyball Zonal Association — MEVZA), Восточноевропейская (East European Volleyball Zonal Association — EEVZA) и Североевропейская (North European Volleyball Zonal Association — NEVZA). Кроме зональных ассоциаций образован Дивизион малых стран ЕКВ (Small Countries Division — SCD), в который входят 15 стран-членов ЕКВ с малочисленным населением и низким уровнем развития волейбола.

### Руководство
- Президент —  Роко Сикирич.
- 1-й вице-президент —  Иван Кнезевич.
- 2-й вице-президент —  Эрик Танги.
- Вице-президент и казначей —  Ги Жюве.
- Вице-президенты —  Леонел Салгейру,  Клода Канна,  Марек Ройко,  Метод Ропрет,  Анника Сьёберг.

## Официальные соревнования
В рамках своей деятельности Европейская конфедерация волейбола отвечает за проведение следующих турниров:
- Чемпионаты Европы среди национальных сборных команд — один раз в два года по нечётным годам (с 2026 - по чётным).
- Чемпионаты Европы среди молодёжных сборных команд — один раз в два года по чётным годам.
- Чемпионаты Европы среди юниорских сборных команд — один раз в два года по чётным годам (до 2017 — по нечётным).
- Чемпионаты Европы среди младших юниорских сборных команд — один раз в два года по нечётным годам.
- Евролига среди мужских и женских команд — ежегодно.
- Квалификационные турниры к олимпийским волейбольным турнирам, чемпионатам мира среди национальных сборных команд, Гран-При среди женских национальных сборных команд и чемпионатам мира среди молодёжных сборных команд.
- Европейские кубковые турниры среди клубных команд (Лига чемпионов, Кубок ЕКВ и Кубок вызова) — ежегодно.
- Чемпионаты Европы и европейская серия по пляжному волейболу.

## Члены ЕКВ
| Страна               | Национальная федерация                                                        | Год вступления в ФИВБ | Сайт                     | Зональная ассоциация и дивизион |
| -------------------- | ----------------------------------------------------------------------------- | --------------------- | ------------------------ | ------------------------------- |
| Австрия              | Österreichischer Volleyball Verband                                           | 1953                  | volleynet.at             | MEVZA                           |
| Азербайджан          | Azәrbaycan Voleybol Federasiyaši                                              | 1992                  | azvolley.org             | EEVZA                           |
| Албания              | Federata Shqiptare e Volejbollit                                              | 1949                  | fshv.org.al              | BVA                             |
| Англия               | Volleyball England                                                            | 1964                  | volleyballengland.org    | NEVZA                           |
| Андорра              | Federacio Andorrana de Voleibol                                               | 1987                  | fav.ad                   | SCD                             |
| Армения              | Hayastan Voleyboli Federatsia                                                 | 1992                  | armvolley.am             | EEVZA                           |
| Беларусь             | Белорусская федерация волейбола                                               | 1992                  | bvf.by                   | EEVZA                           |
| Бельгия              | Vlaamse Volleybalbond Federation Royale Belge de Volley-Ball                  | 1947                  | volleybelgium.be         | WEVZA                           |
| Болгария             | Блъгарска Федерация Волейбол                                                  | 1949                  | volleyball.bg            | BVA                             |
| Босния и Герцеговина | Odbojkaški Savez Bosne i Hercegovine                                          | 1992                  | osbih.ba                 | BVA                             |
| Венгрия              | Magyar Röplabda Szövetseg                                                     | 1947                  | hunvolley.hu             | MEVZA                           |
| Германия             | Deutscher Volleyball Verband                                                  | 1957 (ФРГ)            | volleyball-verband.de    | WEVZA                           |
| Гибралтар            | Gibraltar Volleyball Association                                              | 1984                  |                          | SCD                             |
| Гренландия           | Kalaallit Nunaanni Volleyballertartut Kattuffiat Gronlands Volleyball Forbund | 1998                  | volleyball.gl            | NEVZA, SCD                      |
| Греция               | Ελληνικη Ομοσπονδια Ρετοσφαιρισησ                                             | 1951                  | volleyball.gr            | BVA                             |
| Грузия               | Sakartvelos Prengurtis Federatsia                                             | 1992                  | volley.ge                | EEVZA                           |
| Дания                | Volleyball Denmark                                                            | 1955                  | volleyball.dk            | NEVZA                           |
| Израиль              | Igud HaKadur’af BeIsrael                                                      | 1953                  | iva.org.il               | MEVZA                           |
| Ирландия             | Volleyball Association of Ireland                                             | 1982                  | volleyballireland.com    | SCD                             |
| Исландия             | Blaksamband Islands                                                           | 1974                  | bli.is                   | NEVZA, SCD                      |
| Испания              | Real Federacion Espaňola de Voleibol                                          | 1953                  | rfevb.com                | WEVZA                           |
| Италия               | Federazione Italiana Pallavolo                                                | 1947                  | federvolley.it           | WEVZA                           |
| Кипр                 | Κυπριακη Ομοσπονδια Ρετοσφαιρισησ                                             | 1980                  | new.volleyball.org.cy    | MEVZA, SCD                      |
| Косово               | Federata e Volejbollit e Kosovёs                                              | 2016                  | fvk-ks.org               | BVA                             |
| Латвия               | Latvijas Volejbola Federācija                                                 | 1992                  | volejbols.lv             | EEVZA                           |
| Литва                | Lietuvos Tinklinio Federacija                                                 | 1992                  | ltf.lt                   | EEVZA                           |
| Лихтенштейн          | Liechtensteiner Volleyball Verband                                            | 1978                  | lvbv.li                  | SCD                             |
| Люксембург           | Fédération Luxembourgeoise de Volleyball                                      | 1951                  | flvb.lu                  | MEVZA, SCD                      |
| Мальта               | Malta Volleyball Association                                                  | 1984                  | maltavolleyball.org      | SCD                             |
| Молдова              | Federaţia de Volei din Republica Moldova                                      | 1992                  |                          | BVA                             |
| Монако               | Federation Monegasque de Volley-Ball                                          | 1988                  | federation-volleyball.mc | SCD                             |
| Нидерланды           | Nederlandse Volleybal Bond                                                    | 1947                  | volleybal.nl             | WEVZA                           |
| Норвегия             | Norges Volleyballforbund                                                      | 1949                  | volleyball.no            | NEVZA                           |
| Польша               | Polski Związek Piłki Siatkowej                                                | 1947                  | pzps.pl                  | EEVZA                           |
| Португалия           | Federação Portuguesa de Voleibol                                              | 1947                  | fpvoleibol.pt            | WEVZA                           |
| Россия               | Всероссийская федерация волейбола                                             | 1992                  | volley.ru                | EEVZA                           |
| Румыния              | Federaţia Romǎnǎ de Volei                                                     | 1947                  | frvolei.ro               | BVA                             |
| Сан-Марино           | Federazione Sammarinese Pallavolo                                             | 1987                  | federvolleysm.org        | SCD                             |
| Северная Ирландия    | Nortern Ireland Volleyball Association                                        | 1982                  | nivolleyball.com         | SCD                             |
| Северная Македония   | Македонска Одбоjкарска Федерациjа                                             | 1993                  | vfmkd.mk                 | BVA                             |
| Сербия               | Odbojkaški Savez Srbije                                                       | 2006                  | ossrb.org                | BVA                             |
| Словакия             | Slovenska Volejbalova Federacia                                               | 1993                  | svf.sk                   | MEVZA                           |
| Словения             | Odbojkarska Zveza Slovenije                                                   | 1992                  | odbojka.si               | MEVZA                           |
| Турция               | Türkiye Voleybol Federasyonu                                                  | 1949                  | tvf.org.tr               | BVA                             |
| Украина              | Федерація волейболу Украïни                                                   | 1992                  | fvu.in.ua                | EEVZA                           |
| Уэльс                | Volleyball Wales                                                              | 1989                  | volleyballwales.org      | SCD                             |
| Фарерские острова    | Flogbóltssamband Føroya                                                       | 1978                  | fbf.fo                   | NEVZA, SCD                      |
| Финляндия            | Suomen Lentopalloliitto                                                       | 1957                  | lentopalloliitto.fi      | NEVZA                           |
| Франция              | Federation Française de Volley-Ball                                           | 1947                  | ffvb.org                 | WEVZA                           |
| Хорватия             | Hrvatska Odbojkaška Udruga                                                    | 1992                  | hos-cvf.hr               | MEVZA                           |
| Черногория           | Odbojkaški Savez Crne Gore                                                    | 2006                  | oscg.me                  | BVA                             |
| Чехия                | Česky volejbalovy Svaz                                                        | 1993                  | cvf.cz                   | MEVZA                           |
| Швейцария            | Swiss Volley                                                                  | 1957                  | volleyball.ch            | WEVZA                           |
| Швеция               | Svenska Volleybollförbundet                                                   | 1961                  | volleyboll.se            | NEVZA                           |
| Шотландия            | Scottish Volleyball Association                                               | 1970                  | scottishvolleyball.org   | SCD                             |
| Эстония              | Eesti Võrkpalliliit                                                           | 1992                  | evf.ee                   | EEVZA                           |